# Toninia physaroides
Toninia physaroides är en lavart som först beskrevs av Philipp (Filip) Maximilian Opiz, och fick sitt nu gällande namn av Alexander Zahlbruckner. Toninia physaroides ingår i släktet Toninia och familjen Ramalinaceae.  Arten är reproducerande i Sverige. Inga underarter finns listade i Catalogue of Life.